# Distoleon perjurus
Distoleon perjurus är en insektsart som först beskrevs av Walker 1853.  Distoleon perjurus ingår i släktet Distoleon och familjen myrlejonsländor. Inga underarter finns listade i Catalogue of Life.